# Heio von Stetten
Heio von Stetten né le 5 juillet 1960 à Aystetten, est un acteur allemand. 

## Filmographie

### Cinéma
- 1995 : Alfred
- 1996 : Honigmond
- 1997 : Bandits
- 1998 : Das merkwürdige Verhalten geschlechtsreifer Großstädter zur Paarungszeit
- 1999 : Wer liebt, dem wachsen Flügel
- 1999 : Kleine Semmeln
- 2001 : Arabesken um Frosch
- 2002 : Vienna
- 2003 : Rosenstrasse (Rosenstraße)
- 2005 : Schnauze voll
- 2006 : Neun Szenen
- 2010 : Rock It!
- 2012 : Sams im Glück

### Télévision

#### Série télévisée
- 1995 : Un cas pour deux (Ein Fall für zwei)
- 1996 : Solange es die Liebe gibt
- 1998 : Café Meineid
- 2004 : Das Traumhotel (épisode : Verliebt auf Mauritius)
- 2006 - 2007 : Der Arzt vom Wörthersee
- 2007 - 2008 : Deadline, chaque seconde compte (Deadline – Jede Sekunde zählt)
- 2008 : Polizeiruf 110 : Wolfsmilch
- 2010 : Lasko, le protecteur (Lasko – Die Faust Gottes)
- 2010 : Um Himmels Willen : Weihnachten unter Palmen
- 2011 : Der Bergdoktor
- 2012 : Pfarrer Braun (Saison 9, épisode 2 : Ausgegeigt!)
- 2012 : Der Cop und der Snob
- 2016 : Der Bozen Krimi (4 épisodes)

#### Téléfilm
- 1997 : Das ewige Lied
- 1999 : Verliebt in eine Unbekannte
- 1999 : Frische Ware
- 2000 : Geier im Reisrand
- 2000 : Ein Vater zu Weihnachten
- 2001 : Allein unter Männern
- 2002 : 1809 Andreas Hofer : Die Freiheit des Adlers
- 2002 : Franz und Anna
- 2002 : Kein Mann für eine Nummer
- 2003 : Un papa tombé du ciel (Ein Vater für Klette)
- 2003 : Je te prête mon mari (Ich leih Dir meinen Mann)
- 2005 : La voleuse et le général (Die Diebin & der General)
- 2005 : Schön, dass es dich gibt
- 2006 : Ein Hauptgewinn für Papa
- 2007 : L'Été enchanteur (Die Verzauberung)
- 2009 : Am Seil
- 2009 : Facteur 8 : Alerte en plein ciel (Faktor 8 – Der Tag ist gekommen)
- 2009 : L'Homme en noir (Wer hat Angst vorm schwarzen Mann?)
- 2010 : Das Glück kommt unverhofft
- 2010 : Die Mutprobe
- 2011 : Bauernopfer
- 2011 : Dann kam Lucy
- 2011 : Von Mäusen und Lügen
- 2012 : Das Leben ist ein Bauernhof
- 2012 : Le Test de paternité (Nein, Aus, Pfui! Ein Baby an der Leine)
- 2012 : Der Kaktus